# ロベッケット・コン・インドゥーノ

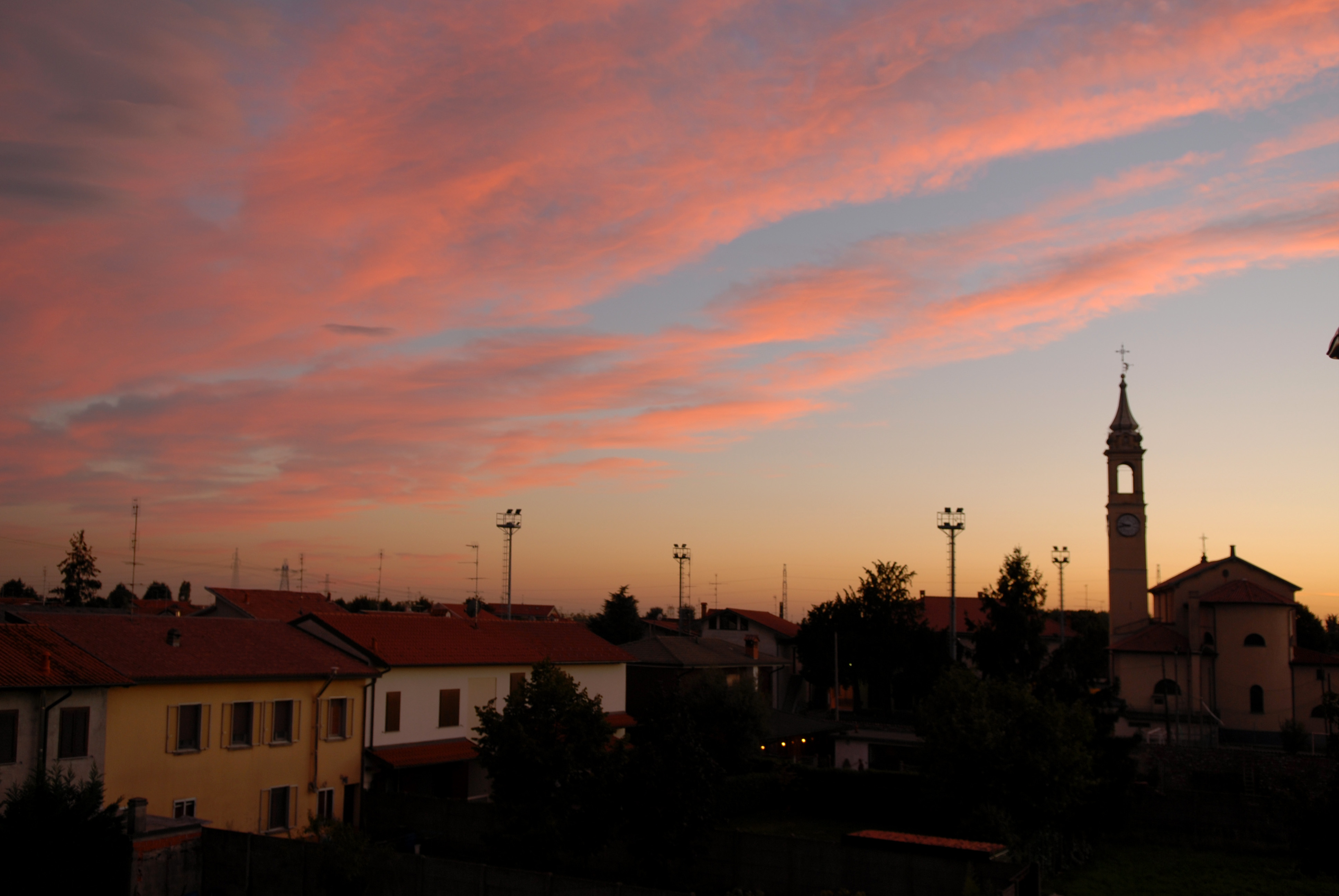
ロベッケット・コン・インドゥーノの地区、マルヴァリオ（伊：Malvaglio）の風景。右側には村の鐘楼が見えます。

ロベッケット・コン・インドゥーノ（伊: Robecchetto con Induno）は、イタリア共和国ロンバルディア州ミラノ県にある、人口約4,700人の基礎自治体（コムーネ）。

## 地理

### 位置・広がり

#### 隣接コムーネ
隣接するコムーネは以下の通り。括弧内のNOはノヴァーラ県所属を示す。
- カスターノ・プリーモ
- クッジョーノ
- ガッリアーテ (NO)
- トゥルビーゴ

### 地震分類
イタリアの地震リスク階級 (it) では、4 に分類される
。